# Kallinik IV (patriarcha Konstantynopola)
Kallinik IV, znany też jako Kallinik V, gr.  Καλλίνικος Ε΄ – ekumeniczny patriarcha Konstantynopola w latach 1801–1806 i ponownie 1808–1809.

## Życiorys
Przed objęciem urzędu patriarchy był w latach 1780–1792 był biskupem Adrianopola i w latach 1792–1801 Nicei.